# Miss Intercontinental 2004
Miss Intercontinental 2004 fue la trigésima tercera (33.ª) edición del certamen Miss Intercontinental, correspondiente al año 2004; la cual se llevó a cabo el 24 de julio en Hohhot, China. Candidatas de 54 países y territorios autónomos compitieron por el título. Al final del evento, Dominique Hourani, Miss Intercontinental 2003 de Líbano, coronó a Deisy Catalina Valencia Deossa, de Colombia, como su sucesora.

## Resultados
| Posiciones                 | Candidata |
| -------------------------- | --- |
| Miss Intercontinental 2004 | - Colombia - Deisy Catalina Valencia Deossa |
| Primera finalista          | - Macao - Coco Chin |
| Segunda finalista          | - República Dominicana - Ghaidy Márquez Mejía |
| Top 5                      | - Etiopía - Yordanos Teshager Bitew - Serbia y Montenegro - Ana Lazarevic |
| Top 12                     | - Alemania - Shermine Sharivar - Bahamas - Leslia Miller - Brasil - Carla Seixas Lara - Filipinas - Jamie Fermin Burgos - Honduras - Ruth María Arita Luna - Hungría - Diana Maloreczky - Turquía - Ayse Esmeli |

## Premiaciones
| Premio                 | Candidata                                  |
| ---------------------- | ------------------------------------------ |
| Miss Simpatía          | - Bolivia - Alexandra Bohm Terceros        |
| Miss Fotogénica        | - Venezuela - María Eugenia Hernández Ereu |
| Miss Popularidad       | - República Eslovaca - Zuzana Horvathova   |
| Mejor Traje Nacional   | - Honduras - Ruth María Arita Luna         |
| Mejor en Traje de Baño | - Serbia y Montenegro - Ana Lazarevic      |
| Mejor en Traje de Gala | - Brasil - Carla Seixas Lara               |

## Candidatas
54 candidatas compitieron por el título:
(En la tabla se utiliza su nombre completo, los sobrenombres van entrecomillados y los apellidos utilizados como nombre artístico, entre paréntesis; fuera de ella se utilizan sus nombres «artísticos» o simplificados).
| País/Territorio      | Candidata                      |
| -------------------- | ------------------------------ |
| Alemania             | Shermine Sharivar              |
| Austria              | Jacquline Ecker                |
| Azerbaiyán           | Anna Elyashina                 |
| Bahamas              | Leslia Miller                  |
| Bélgica              | Wendy Wit                      |
| Bolivia              | Alexandra Bohm Terceros        |
| Brasil               | Carla Seixas Lara              |
| Canadá               | Lauren O'Neill                 |
| China                | Xuedong Qu                     |
| Chipre               | Laura Cristophi                |
| Colombia             | Deisy Catalina Valencia Deossa |
| Costa Rica           | Jacqueline Aubourg             |
| Estonia              | Anastassija Balak              |
| Etiopía              | Yordanos Teshager Bitew        |
| Filipinas            | Jamie Fermin Burgos            |
| Finlandia            | Susanna Lahtinen               |
| Ghana                | Dorothy Ghansah                |
| Haití                | Heisseel Paola Valdez Sánchez  |
| Honduras             | Ruth María Arita Luna          |
| Hong Kong            | Wang Qin-Ying                  |
| Hungría              | Diana Maloreczky               |
| India                | Nirupama Natraian              |
| Italia               | Lisa Giuri                     |
| Kenia                | Mary Katanu                    |
| Letonia              | Monika Gacioch                 |
| Líbano               | Amal Bataji                    |
| Liechtenstein        | Sybille Grossenbacher          |
| Luxemburgo           | Claire Wälti                   |
| Macao                | Coco Chin                      |
| Malasia              | Soo Wincci                     |
| Malta                | Dana Ben Moussa Camilleri      |
| México               | Valentina Cervera Ávila        |
| Noruega              | Ellen-Carine Fulford           |
| Oriente Medio Árabe  | Dalia Joseph Abou Chahine      |
| Países Bajos         | Joyce van der Velden           |
| Polonia              | Kaja Kruszynska                |
| Puerto Rico          | Angieliz Vázquez Collazo       |
| Reino Unido          | Emma Keen                      |
| República Checa      | Eva Konopacova                 |
| República Dominicana | Ghaidy Márquez Mejía           |
| República Eslovaca   | Zuzana Horvathova              |
| Rusia                | Anna Poliakova                 |
| San Marino           | Katerine Rodriguez Palazzone   |
| Serbia y Montenegro  | Ana Lazarevic                  |
| Singapur             | Sharon Sim Pei Yee             |
| Sudáfrica            | Jenny Pohl                     |
| Suiza                | Barbara Kimpel                 |
| Tahití               | Vaiana Lai Ah Che              |
| Tailandia            | Sunisa Pasuk                   |
| Taiwán               | Vivian Li                      |
| Turquía              | Ayse Esmeli                    |
| Ucrania              | Inna Mel’nik-Dubchak           |
| Venezuela            | María Eugenia Hernández Ereu   |
| Vietnam              | Chau Anh Minh                  |

## Datos acerca de las delegadas
Algunas de las delegadas del Miss Intercontinental 2004 han participado en otros certámenes internacionales de importancia:
- Shermine Sharivar (Alemania) participó sin éxito en Miss Universo 2004 y ganadora de Miss Europa 2005.
- Deisy Catalina Valencia Deossa (Colombia) fue ganadora de Miss Atlántico Internacional 2004.
- Yordanos Teshager Bitew (Etiopía) fue primera finalista en Top Model of the World 2004 representando a África Oriental.
- Ruth María Arita Luna (Honduras) participó sin éxito en Miss Teen Internacional 2003 y Miss Tierra 2005.
- Soo Wincci (Malasia) participó sin éxito en Miss Mundo 2008.
- Sunisa Pasuk (Tailandia) participó sin éxito en Miss Turismo Intercontinental 2003 y Miss Internacional 2004.

## Sobre los países en Miss Intercontinental 2004

### Naciones debutantes
| - Azerbaiyán - Hong Kong - Liechtenstein - Macao | - Oriente Medio Árabe - Reino Unido - San Marino - Taiwán |

### Naciones que regresan a la competencia
Compitió por última vez en 1987:
- Bahamas

Compitió por última vez en 1993:
- Italia

Compitieron por última vez en 1994:
- Luxemburgo
- Suiza

Compitió por última vez en 1996:
- Tahití

Compitió por última vez en 1997:
- Honduras

Compitió por última vez en 1998:
- Filipinas

Compitieron por última vez en 2000:
- Costa Rica
- Tailandia

Compitieron por última vez en 2002:
- Bélgica
- Canadá
- Chipre
- Haití
- Letonia
- México
- Puerto Rico
- República Dominicana
- Ucrania

### Naciones ausentes
Cuba,  Curazao,  Dinamarca,  Grecia,  Perú y  Suazilandia no enviaron una candidata este año.